# Галицийска битка
Галицийската битка, известна още като битката за Лемберг, е голямо сражение между Австро-Унгария и Руската империя в началния етап на Първата световна война през 1914 г.
В хода на битката австро-унгарската армия понася тежко поражение и е изтласкана от Галиция, а руснаците превземат Лемберг и управляват Източна Галиция в продължение на около девет месеца до Горлицкия пробив.

## Предистория
Когато избухва войната, австро-унгарският началник-щаб Франц Конрад фон Хьотцендорф планира нашествие в Конгресна Полша чрез северните армии (1-ва и 4-та). Руснаците многократно превъзхождат числено Централните сили на изток (особено австро-унгарските, които са основна мишена на Русия), поради което Конрад фон Хьотцендорф счита, че най-добрата му възможност включва ранно настъпление в южните части на Полша, където руснаците биха концентрирали мобилизираните си формирования.
Конрад фон Хьотцендорф знае, че германските му съюзници са заети с офанзивата на запад, стремейки се да победят Франция през първите десет седмици от войната. На изток е разположена само 8-а армия от Германия, но тя ще заема отбранителна позиция в Източна Прусия. Въпреки това, руският съюз с Франция задължава Русия бързо да нападне германците, поради което значителни руски сили ще бъдат изпратени в Източна Прусия. 1-ва и 4-та армии на Австро-Унгария трябва да нахлуят в Полша без пряката подкрепа на германците. Към 23 август 1914 г. 1-ва, 3-та и 4-та армия на Конрад фон Хьотцендорф са концентрирани в Кралство Галиция и Лодомерия по 280-километров фронт.
На 2 август Николай Николаевич-младши, втори братовчед на император Николай II, е назначен за главнокомандващ на руската армия. Той има страхотна репутация при обучаването на войските, но никога не е командвал полева армия и е шокиран от внезапното си повишение. Руските 3-та, 4-та, 5-а и 8-а армии са изпратени към Галиция. Руският военен план предвижда Николай Иванов, който командва Югозападния фронт, да се противопостави на очакваната австро-унгарска офанзива на изток от Лемберг. 3-та и 8-а армии трябва да предприемат офанзива към Източна Галиция. Руснаците имат възможността да изпращат по 260 влака на ден към фронта, за разлика от австро-унгарските 152 влака на ден.

## Военни действия
Австро-унгарската 1-ва армия под командването на Виктор Данкъл се придвижва на север към Люблин. Тя влиза в схватка и изтласква назад руската 4-та армия на Антон Залца в битката при Красник на 23 – 25 август. Данкъл успява да плени 6000 души.
Вдясно от силите на Данкъл, австро-унгарската 4-та армия взема под прицел Хелм, и отблъсква руската 5-а армия на Павел Плеве в битката при Комаров. Пленени са 20 000 руски войници. Все пак, планираното обграждащо движение около руската армия се проваля.
Докато руснаците отстъпват по северния фронт, австро-унгарските 3-та армия и група армии „Кьовес“ провеждат едновременно настъпление срещу лявото крило на Иванов. По южния фронт, Иванов разполага с 3-та армия на Николай Рузски и 8-а армия на Алексей Брусилов. Рузски и Брусилов нападат австро-унгарците толкова усърдно, че макар лошите пътища да принуждават руснаците да спрат за два дни, австро-унгарските войските не успяват да се прегрупират, за да спрат настъплението им. Това нападение става известно под името битка при Гнила Липа.
Докато 3-та армия и група армии „Кьовес“ отстъпват, Конрад фон Хьотцендорф изтегля войските си от северния фронт, за който смята, че е достатъчно победен. Всъщност, руските части северно от Лемберд все още представляват потенциална заплаха. Иванов нарежда на 5-а армия на Плеве да нападне и да изтласка австро-унгарците назад, докато още войски се придвижват на юг в битката при Рава Руска. Австро-унгарската 2-ра армия е спешно привикана от Сърбия, но пристига твърде късно, поради което целият австро-унгарски фронт в Галиция се разпада, а руснаците превземат Лемберг.

## Последствия
Битката е скъпоструваща и за двете страни, като в нея загиват стотици хиляди души. Руснаците избутват фронта си със 160 километра напред до Карпатите, обграждат напълно крепостта Пшемишъл и започват обсада срещу него, продължила повече от 100 дни. Битката сериозно уврежда морала на австро-унгарската армия и елиминира много от офицерите ѝ. Макар руснаците да са напълно разбити при Таненберг, победата им при Лемберг предотвратява превръщането на по-късното им поражение в пълна катастрофа пред руското общество.